# Ruth Römer
Ruth Römer (* 28. September 1927 in Dresden; † 21. Juni 2011; geb. Kirschner) war eine deutsche Germanistin.

## Leben
Römer studierte von 1947 bis 1952 Germanistik, Philosophie und Geschichte in Leipzig. Sie war Wissenschaftliche Mitarbeiterin an der Deutschen Akademie der Wissenschaften in Berlin (Ost). 1960 übersiedelte sie in die Bundesrepublik Deutschland. 1963 bis 1971 war sie Assistentin am Germanistischen Seminar der Universität Bonn. 1966 wurde sie mit der mehrmals wiederaufgelegten Studie Die Sprache der Anzeigenwerbung promoviert, 1971 folgte die Habilitation. Von 1971 bis 1990 lehrte sie als Professorin für deutsche Sprache und Literatur und ihre Didaktik, seit 1980 an der Universität Bielefeld. Als Herausgeberin betreute Römer die Leipziger Vorlesungen über die Geschichte der Philosophie ihres Lehrers Ernst Bloch (1985).

## Schriften
- Die Sprache der Anzeigenwerbung. 1966. 6. Aufl. 1980, Düsseldorf : Pädagogischer Verlag Schwann
- Sigmund Feist: Deutscher – Germanist – Jude In: Muttersprache 91 (1981), S. 249–308
- Sprachwissenschaft und Rassenideologie in Deutschland. München : Fink, 1985. 2. verb. Aufl. 1989
- Sigmund Feist und die Gesellschaft für deutsche Philologie in Berlin, in: Muttersprache 103 (1993), S. 28–40
- Verstand Kassandra Griechisch? Sprachschranken im Drama. Bielefeld : Aisthesis-Verl., 1999
- Geistige Brandstifter von Links. Wie Anti-Demokraten an den Hochschulen den Ton angeben. Graz : Aula-Verl., 2007